# Eparchia wałujecka
Eparchia wałujecka – jedna z eparchii Rosyjskiego Kościoła Prawosławnego, z siedzibą w Wałujkach. Wchodzi w skład metropolii biełgorodzkiej. 
Eparchia powstała na mocy decyzji Świętego Synodu Rosyjskiego Kościoła Prawosławnego z 7 czerwca 2012 poprzez wydzielenie z eparchii biełgorodzkiej i starooskolskiej.
Ordynariuszowi eparchii przysługuje tytuł biskupa wałujeckiego i aleksiejewskiego. Na posiedzeniu Świętego Synodu 22 października 2015 wybrano ordynariusza eparchii – Sawę (Nikiforowa), który został wyświęcony na biskupa 22 listopada tego samego roku.